# 原住民帐篷使馆
原住民帐篷使馆（Aboriginal Tent Embassy）是一个始于1972年1月26日的永久性抗议占领地点，代表澳大利亚原住民和托雷斯海峡岛民的政治权利。它是世界上最长的原住民土地权利抗议活动。

## 起因和目标
1972年1月26日，当时的总理麦克马洪发布了一项有关原住民土地使用的新政策，只给予原住民有条件的租赁权，而不承认他们的土地权或原住民所有权。四名原住民男子在国会大厦（现旧国会大厦）前的草坪上插上一把沙滩伞，宣布建立原住民大使馆。他们提出了一系列的要求，包括控制北领地、法律所有权和采矿权、保护所有神圣遗址、赔偿金和原住民委员会等。

## 过程和影响
原住民大使馆吸引了来自全国各地的原住民和非原住民的支持者，使用幽默和戏剧的方式与公众和媒体沟通。他们多次遭到警方的驱逐和逮捕，但也得到了法院的支持。他们的行动引起了国际社会的关注，促进了原住民土地权利和自决权的运动。

## 纪念
原住民大使馆在1972年以后多次被拆除和重建，直到1992年在原地重新建立。它被列入国家遗产名录，是唯一一个代表全国原住民政治斗争的原住民遗址。2022年1月26日，它庆祝了成立50周年，举行了一系列的文化活动和演讲，回顾过去的斗争，展望未来的目标。